# Phyllomedusa coelestis
Phyllomedusa coelestis és una espècie de granota que viu a Colòmbia, Equador i el Perú.
Està amenaçada d'extinció per la pèrdua del seu hàbitat natural.